# Episodi di Detective Monk (settima stagione)
La settima stagione della serie televisiva Detective Monk, composta da 16 episodi, è andata in onda negli USA sul network USA Network dal 18 luglio 2008 al 20 febbraio 2009.
In Italia è stata trasmessa da Joi, canale pay della piattaforma Mediaset Premium, dal 1º novembre al 20 dicembre 2009. In chiaro è andata in onda dal 3 aprile 2010 su Rete 4.
| nº | Titolo originale                | Titolo italiano                                 | Prima TV USA      | Prima TV Italia  |
| -- | ------------------------------- | ----------------------------------------------- | ----------------- | ---------------- |
| 1  | Mr. Monk Buys a House           | Il signor Monk compra casa                      | 18 luglio 2008    | 1º novembre 2009 |
| 2  | Mr. Monk and the Genius         | Il signor Monk e il genio degli scacchi         | 25 luglio 2008    | 1º novembre 2009 |
| 3  | Mr. Monk Gets Lotto Fever       | Il signor Monk e la febbre del lotto            | 1º agosto 2008    | 8 novembre 2009  |
| 4  | Mr. Monk Takes a Punch          | Il signor Monk e la boxe                        | 8 agosto 2008     | 8 novembre 2009  |
| 5  | Mr. Monk Is Underwater          | Il signor Monk va sott'acqua                    | 15 agosto 2008    | 15 novembre 2009 |
| 6  | Mr. Monk Falls in Love          | Il signor Monk e la straniera                   | 22 agosto 2008    | 15 novembre 2009 |
| 7  | Mr. Monk's 100th Case           | Il signor Monk e il centesimo caso              | 5 settembre 2008  | 22 novembre 2009 |
| 8  | Mr. Monk Gets Hypnotized        | Il signor Monk sotto ipnosi                     | 12 settembre 2008 | 22 novembre 2009 |
| 9  | Mr. Monk and the Miracle        | Il signor Monk e l'acqua miracolosa             | 28 novembre 2008  | 29 novembre 2009 |
| 10 | Mr. Monk's Other Brother        | Il signor Monk e il fratellastro                | 9 gennaio 2009    | 29 novembre 2009 |
| 11 | Mr. Monk on Wheels              | Il signor Monk e la bicicletta rubata           | 16 gennaio 2009   | 6 dicembre 2009  |
| 12 | Mr. Monk and the Lady Next Door | Il signor Monk e la signora della porta accanto | 23 gennaio 2009   | 6 dicembre 2009  |
| 13 | Mr. Monk Makes the Playoffs     | Il signor Monk va allo stadio                   | 30 gennaio 2009   | 13 dicembre 2009 |
| 14 | Mr. Monk and the Bully          | Il signor Monk e il bullo                       | 6 febbraio 2009   | 13 dicembre 2009 |
| 15 | Mr. Monk and the Magician       | Il signor Monk e il mago                        | 13 febbraio 2009  | 20 dicembre 2009 |
| 16 | Mr. Monk Fights City Hall       | Il signor Monk contro il Consiglio Comunale     | 20 febbraio 2009  | 20 dicembre 2009 |

## Il signor Monk compra casa
- Titolo originale: Mr. Monk Buys a House
- Diretto da: Randall Zisk
- Scritto da: Andy Breckman e Anthony Maranville (soggetto); Andy Breckman (sceneggiatura)

### Trama
Dopo la morte del suo psichiatra, Monk è profondamente depresso e decide di acquistare una nuova abitazione, che spera sia proprio la casa dei suoi sogni, dove c'è un'indagine sulla morte di un anziano che appare molto sospetta. Inoltre, la sua scelta è dovuta al fatto che la sua vecchia vicina di casa suonava troppo spesso una canzone che gli ricordava il dottor Kroger.
- Guest star: Héctor Elizondo (dott. Neven Bell)
- Altri interpreti: Brad Garrett (Jake)
- Nota: questo episodio viene dedicato alla memoria di Stanley Kamel, presente per sei stagioni nel ruolo dello psichiatra Charles Kroger che tiene in cura Monk

## Il signor Monk e il genio degli scacchi
- Titolo originale: Mr. Monk and the Genius
- Diretto da: Michael W. Watkins
- Scritto da: Joe Toplyn

### Trama
Linda Kloster è la moglie di un famoso giocatore di scacchi. Inaspettatamente Linda si presenta a casa di Monk lasciandogli un cospicuo assegno, perché è certa che suo marito la ucciderà e vorrebbe che Monk, dopo la sua morte, gliela facesse pagare scoprendo la verità.
- Altri interpreti: David Strathairn (Patrick Kloster), Evan Peters (Eric Tavela)

## Il signor Monk e la febbre del lotto
- Titolo originale: Mr. Monk Gets Lotto Fever
- Diretto da: Michael Zinberg
- Scritto da: Hy Conrad

### Trama
Dietro il duplice omicidio di una conduttrice televisiva e di un appassionato del gioco del lotto, si nasconde una truffa ordita dal fonico dello studio in cui si effettua l'estrazione dei numeri vincenti. Ne rimangono implicati anche Natalie e il capitano Stottlemeyer.

## Il signor Monk e la boxe
- Titolo originale: Mr. Monk Takes a Punch
- Diretto da: Barnet Kellman
- Scritto da: Salvatore Savo

### Trama
Una direttiva impone a Monk di superare un difficile test di idoneità fisica per poter continuare a collaborare con la polizia come consulente. Essendo molto fuori forma, chiede a Natalie di aiutarlo ad allenarsi, ma la difficoltà della prova lo convince quasi ad arrendersi.
- Altri interpreti: James Lesure (Ray Regis), Robert Loggia (Louie Flynn)

## Il signor Monk va sott'acqua
- Titolo originale: Mr. Monk Is Underwater
- Diretto da: Paris Barclay
- Scritto da: Jack Bernstein

### Trama
Natalie riceve la visita di un amico del suo defunto marito, un sottotenente della marina americana scosso dall'apparente suicidio di un suo amico, nonché comandante in seconda del sottomarino nel quale presta servizio. Monk viene convinto ad andare a dare una fugace occhiata alla cabina, teatro del presunto suicidio.
- Nota: in questo episodio non compare Stottlemeyer.
- Altri interpreti: Casper Van Dien (Steven Albright), William Atherton (Nathan Whitaker)

## Il signor Monk e la straniera
- Titolo originale: Mr. Monk Falls In Love
- Diretto da: Arlene Sanford
- Scritto da: Josh Siegal e Dylan Morgan

### Trama
Un criminale di guerra, noto per aver commesso stragi nel suo Paese, la Zemenia, rifugiatosi a San Francisco sotto le mentite spoglie di un anonimo tassista, viene trovato assassinato a bordo del suo taxi. Tutti i sospetti dell'omicidio ricadono su Leyla, una donna molto attraente anch'ella rifugiata della Zemenia che avrebbe un indiscutibile movente: la vendetta.
- Altri interpreti: Joanna Pacuła (Leyla Zlatavich)

## Il signor Monk e il centesimo caso
- Titolo originale: Mr. Monk's 100TH Case
- Diretto da: Randall Zisk
- Scritto da: Tom Scharpling

### Trama
Il detective Adrian Monk deve risolvere il suo centesimo caso di omicidio. Il conduttore televisivo James Novak, che ha seguito e ripreso l'indagine con il permesso della Polizia di San Francisco, dà un party in onore di Monk, per assistere alla messa in onda del suo programma 'In Focus', in una puntata dedicata alla vita del detective, e alla possibile soluzione del caso: quattro belle giovani donne strangolate da un serial killer.
- Guest star: Eric McCormack (James Novak), John Turturro (Ambrose Monk), Sarah Silverman, Brooke Adams (Leigh Harrison), Tim Bagley (Harold Krenshaw), Kathryn Joosten (Neysa Gordon Stempler), Howie Mandel (Ralph Roberts), Andy Richter (Hal Tucker), David Koechner (Joey Krenshaw), Angela Kinsey (Arlene Boras), Ricardo Chavira (Jimmy Belmont)

## Il signor Monk sotto ipnosi
- Titolo originale: Mr. Monk Gets Hypnotized
- Diretto da: Michael W. Watkins
- Scritto da: Tom Gammill e Max Pross

### Trama
Monk sta indagando sulla scomparsa di Sally Larkin, un'attrice sposata ad un ricco immobiliarista dal quale si sta separando. Casualmente Monk incontra Harold, che gli consiglia il suo nuovo terapista, che cura tramite l'ipnosi. Monk, incuriosito, prende appuntamento e lo incontra.
- Guest star: Henry Czerny (Aaron Larkin), Dina Meyer (Sally Larkin), Tim Bagley (Harold Krenshaw), Richard Schiff (dott. Lawrence Climan)

## Il signor Monk e l'acqua miracolosa
- Titolo originale: Mr. Monk and the Miracle
- Diretto da: Andrei Belgrader
- Scritto da: Peter Wolk

### Trama
Willie, un barbone, è stato ucciso e i suoi tre amici chiedono a Monk di investigare, in quanto si sentono in colpa per non aver creduto a Willie, che sosteneva di essere inseguito. La pista seguita dal detective porta ad un monastero che contiene una fontana dai poteri miracolosi.
- Guest star: Michael Badalucco (Owen McCloskey)

## Il signor Monk e il fratellastro
- Titolo originale: Mr. Monk's Other Brother
- Diretto da: David Hoberman
- Scritto da: David Breckman

### Trama
Un uomo è ricercato per essere evaso dal carcere e aver ucciso Lindsey Bishop, un'assistente sociale molto benvoluta dai detenuti del penitenziario. Il fuggitivo irrompe in casa di Monk, che lo scopre. Sta per chiamare la polizia, ma si ferma quando l'uomo gli rivela di essere il suo fratellastro.
- Guest star: Steve Zahn (Jack Jr.), Titus Welliver (Daniel Reese)

## Il signor Monk e la bicicletta rubata
- Titolo originale: Mr. Monk On Wheels
- Diretto da: Anton Cropper
- Scritto da: Nell Scovell

### Trama
Mentre sta investigando il banale furto della bicicletta di proprietà di uno scienziato, l'amministratore delegato di un'azienda che si occupa di biotecnologie, nasconde in realtà un grave caso di spionaggio industriale, Monk viene raggiunto da un proiettile e costretto a muoversi con la sedia a rotelle.
- Guest star: Bradley Whitford (Dean Berry), Pamela Adlon

## Il signor Monk e la signora della porta accanto
- Titolo originale: Mr. Monk and the Lady Next Door
- Diretto da: Tawnia McKiernan
- Scritto da: Hy Conrad e Joe Toplyn

### Trama
Monk diventa amico di Marge, una signora che abita nel suo vicinato, mentre è alle prese con le indagini su un omicidio avvenuto al museo dei Guinness, dove è stata uccisa la guardia di sicurezza ed è stato rubato Togo, il robot che mangia le uova. Dopo un po' però inizia a domandarsi perché Marge voglia essere a tutti i costi sua amica.
- Guest star: Gena Rowlands (Marge), Marcus Giamatti (John Keyes)

## Il signor Monk va allo stadio
- Titolo originale: Mr. Monk Makes the Playoffs
- Diretto da: Randall Zisk
- Scritto da: Josh Siegal e Dylan Morgan

### Trama
Due importanti squadre di football stanno per disputare i playoff del campionato al Summit Stadium e Monk ha ricevuto due biglietti omaggio da un famoso giornalista sportivo. Stottlemeyer è al colmo della felicità poiché accompagnerà Monk alla partita. Il detective però è più interessato a un misterioso omicidio avvenuto fuori dallo stadio.
- Guest star: Steve Monroe (Chet Walsh), Bob Costas (se stesso)

## Il signor Monk e il bullo
- Titolo originale: Mr. Monk and the Bully
- Diretto da: David Breckman
- Scritto da: Joe Ventura

### Trama
Monk scopre con orrore che Roderick Brody, il nuovo cliente procuratogli da Natalie, è un suo vecchio compagno di scuola, che da piccolo lo terrorizzava, e a cui attribuisce gran parte delle sue fobie. Brody gli affida l'incarico di seguire la moglie Marylin, pensando che lo tradisca. Monk, insieme a Natalie, cerca di scoprire se il sospetto è fondato.
- Guest star: Noah Emmerich (Roderick Brody), Julie Bowen (Marilyn Brody)

## Il signor Monk e il mago
- Titolo originale: Mr. Monk and the Magician
- Diretto da: Randall Zisk
- Scritto da: Andy Breckman

### Trama
Kevin, un vicino di casa di Monk un po' invadente, oltre a essere commercialista, fa il mago dilettante e si occupa della contabilità del grande mago Karl Torini, al quale fa presente che le compagnie aeree, probabilmente, gli fanno pagare un sovraccarico durante le tournée all'estero. Ma quella che Kevin considera una truffa, nasconde qualcos'altro e Monk indaga sul mago che sembra aver messo in opera il delitto perfetto, vittima l'amico dello stesso Monk. Il detective cerca di incastrare il prestigiatore senza cadere nei suoi tranelli.
Questo episodio segna l'ultima apparizione del personaggio di Kevin, che morirà per mano di Karl Torini.
- Guest star: Jarrad Paul (Kevin Dorfman), Steve Valentine (Il Grande Torini)

## Il signor Monk contro il Consiglio Comunale
- Titolo originale: Mr. Monk Fights City Hall
- Diretto da: Chuck Parker
- Scritto da: Tom Scharpling, Josh Siegal e Dylan Morgan

### Trama
Il misterioso omicidio di una coppia di turisti tedeschi, ritrovati senza vita su di un molo nella baia, è collegato all'uccisione di una consigliera comunale. Monk si batte per evitare la demolizione del parcheggio dove morì sua moglie undici anni addietro, ma la sua battaglia personale si incrocia proprio con questi omicidi.
- Guest star: Jon Polito (George Gionopolis), Tim Bagley (Harold Krenshaw)